# Le Chef de famille

Le Chef de famille est un feuilleton télévisé français en 6 épisodes réalisé par Nina Companeez et diffusé en 1982 à la télévision française.
Dans ce feuilleton se précise la dominante féminine de l'univers de la réalisatrice.

## Synopsis
Katy (Fanny Ardant), séduisante jeune trentenaire, éditrice et écrivain à ses heures, est le chef de famille d’une tribu de femmes avec lesquelles elle vit dans une maison de ville bourgeoise de la proche banlieue parisienne.
Outre sa propre fille, Zelda, la famille se constitue de sa grand-mère Liane (Edwige Feuillère), ex-épouse d’un politicien français, René-Charles (Pierre Dux), et veuve d’un diplomate anglais (Lewis)  avec lequel elle vécut longtemps aux Indes ; On trouve, également, sa propre mère, Isa (Micheline Dax), chroniqueuse radio et divorcée de Pierrot (Georges Descrières) lui-même remarié à une volubile italienne Agostina (Marilu Marini) ainsi que sa tante, Tessa (Dominique Blanchard) rêveuse et désœuvrée de retour du Mexique où elle vécut de nombreuses années une folle histoire d’amour.
Katy, accaparée par ses activités professionnelles et cette vie de famille, est en couple avec Matthieu (François Beaulieu), le père de Zelda, avec lequel elle ne vit pas, se conformant, ainsi, aux idées féministes d’indépendance qu’elle défend. 
Antoine (Francis Huster) est un jeune auteur de romans policiers à succès. Fantasque et volontiers provocateur, il mène une vie de célibataire séducteur et se méfiant des relations de couple traditionnelles. Il est ami de Marc (Roland Blanche) mari infidèle en passe de voir son couple voler en éclats.
Un soir, dans un restaurant parisien, Marc, ami d’enfance de Katy, va présenter cette dernière à Antoine avec lequel il dine. Cette première rencontre va mal se passer.
Une seconde rencontre aura lieu, quelque temps plus tard, un dimanche, lors d’une réunion de famille chez Katy, toujours sous l’égide de Marc. Surpris par ce milieu bourgeois et lui semblant vivre hors du temps et de la réalité, Antoine fera de nouveau assaut de provocation, s’attirant les foudres de Katy défendant le confort matériel dont elle jouit et qu’elle ne doit qu’à son travail.
L’été suivant, Katy et toute sa tribu passe les vacances à la campagne dans une grande maison de famille qu’elle a achetée il y a quelques années. René-Charles, flanqué d’un assistant, y rédige ses mémoires et entreprend de reconquérir Liane dont il est pourtant séparé depuis plusieurs décennies. Liane, amusée et joueuse, le repousse et décide elle aussi de se lancer dans la rédaction de ses propres mémoires, persuadée qu’elles intéresseront davantage les lecteurs que celles de son ex-mari dont la carrière politique n’a pas marqué l’histoire de France.
Pendant ce temps, Tessa, la sœur d’Isa et la tante de Katy, vit une histoire d’amour torturée avec Clarence (Robert Rimbaud), frère de Lewis le second mari de Liane, disparu quelques années plus tôt. Clarence a été invité par Liane pour l’aider à rédiger ses mémoires et renouer avec ce dernier et leurs souvenirs heureux. Cette passion tardive entre les deux quinquagénaires, Tessa et Clarence, n’est pas sans susciter une certaine tristesse et mélancolie dans le cœur d’Isa, plus effacée que sa sœur, elle-même attirée pas Clarence mais incapable de se montrer entreprenante.
Pierrot et Agostina, promouvant avec passion les idées de gauche qu’elle défend, ont eu un enfant ensemble. Il a le même âge que Tessa avec laquelle il passe un été fait de jeux d’enfants et d’insouciance. 
De son côté, Matthieu, le père de Zelda, sentant Katy lui échapper, la presse d’offrir à leur fille un cadre de vie plus traditionnel et classique mais Katy, sans le savoir, a déjà le cœur ailleurs.
C’est dans ce contexte, sous le soleil de l’été, les rires d’enfants et les conversations familiales entre affections et chamailleries, que débarquent Marc en transit vers la Côte d’Azur accompagné d’Antoine réticent à l’idée de devoir recroiser cette Katy qui l’insupporte et, pourtant, dont il pressent qu’elle pourrait très vite l’attirer.
Cette troisième rencontre se révèlera tout aussi orageuse que les précédentes, se terminant par un plongeon involontaire d’Antoine dans la piscine, poussé par Katy excédée par son attitude désagréable. 
Pourtant, au-delà des affrontements et des confrontations, on sent bien qu’un nouveau couple est en train de se former.
Aura-t-il un avenir une fois les vacances terminées ?

## Fiche technique
- Réalisation : Nina Companeez
- Scénario, dialogues : Nina Companeez
- Production : Antenne-2, RTBF, SSR, Cinémag
- Durée : 6 épisodes de 52 minutes

## Distribution
- Edwige Feuillère : Liane
- Fanny Ardant : Katy
- Francis Huster : Antoine
- Dominique Blanchar : Tessa
- Micheline Dax : Isa
- Pierre Dux : René-Charles
- Georges Descrières : Pierrot
- François Beaulieu : Matthieu
- Marilu Marini : Agostina
- Julie Birvar : Zelda
- Hélène Surgère : Marie-Claire
- Roland Blanche : Marc
- Maria Laborit : La Directrice
- Solenn Jarniou : Maria
- Robert Rimbaud : Clarence